# Jandza
Jandza ist ein Ort auf der Insel Anjouan im Inselstaat Komoren im Indischen Ozean.

## Geographie
Jandza liegt zusammen mit Adda-Douéni zentral im Süden der Insel an der Verbindung von Domoni im Osten zum Ort Moya an der Westküste. Weiter südlich liegt Mrémani.